# Sabrina Bøgh
Sabrina Bøgh – duńska żużlowczyni.

## Życiorys

### Kariera sportowa
Sport żużlowy zaczęła uprawiać w 1993 roku. W 2000 roku po oraz pierwszy wystąpiła w finale młodzieżowych indywidualnych mistrzostw Danii, zajmując w Glumsø XIV miejsce. W 2001 roku odniosła największy sukces w karierze: w kolejnym finale młodzieżowych indywidualnych mistrzostw Danii (rozegranym w Holsted) zdobyła komplet 15 punktów i tytuł mistrzyni kraju – jest to jedyny w historii złoty medal, zdobyty przez kobietę w rozgrywkach żużlowych w Danii. Oprócz tego, wystąpiła w Pardubicach w finale indywidualnych mistrzostw Europy juniorów, zajmując XV miejsce. W 2002 roku zajęła IV miejsce w finale krajów nordyckich, a w lidze duńskiej zdobyła – wraz z drużyną Holsted Tigers – tytuł drużynowej mistrzyni Danii.
Jedna z niewielu kobiet na świecie, która w tej dyscyplinie sportu osiągnęła medalowe sukcesy.

### Życie prywatne
Córka Ernsta Bøgha i bratanica Kurta Bøgha, żużlowców.